# Parodia maassii
Parodia maassii är en kaktusväxtart som först beskrevs av Heese, och fick sitt nu gällande namn av Alwin Berger. Parodia maassii ingår i släktet Parodia och familjen kaktusväxter. Inga underarter finns listade i Catalogue of Life.

## Bildgalleri

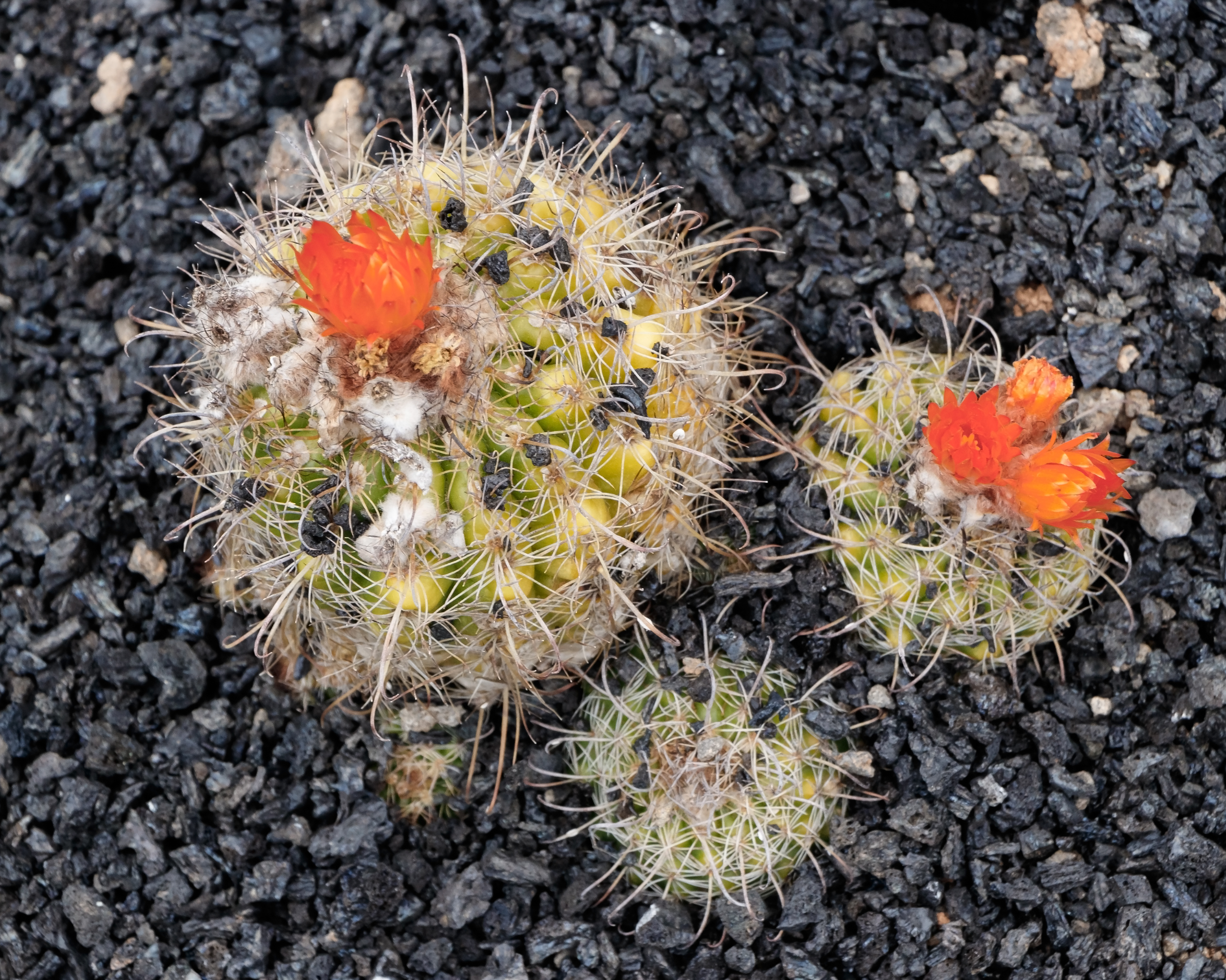
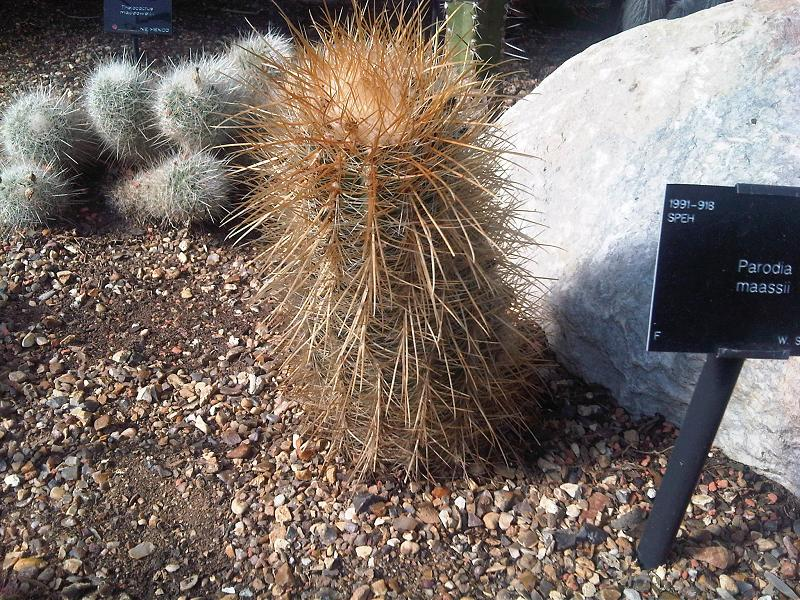
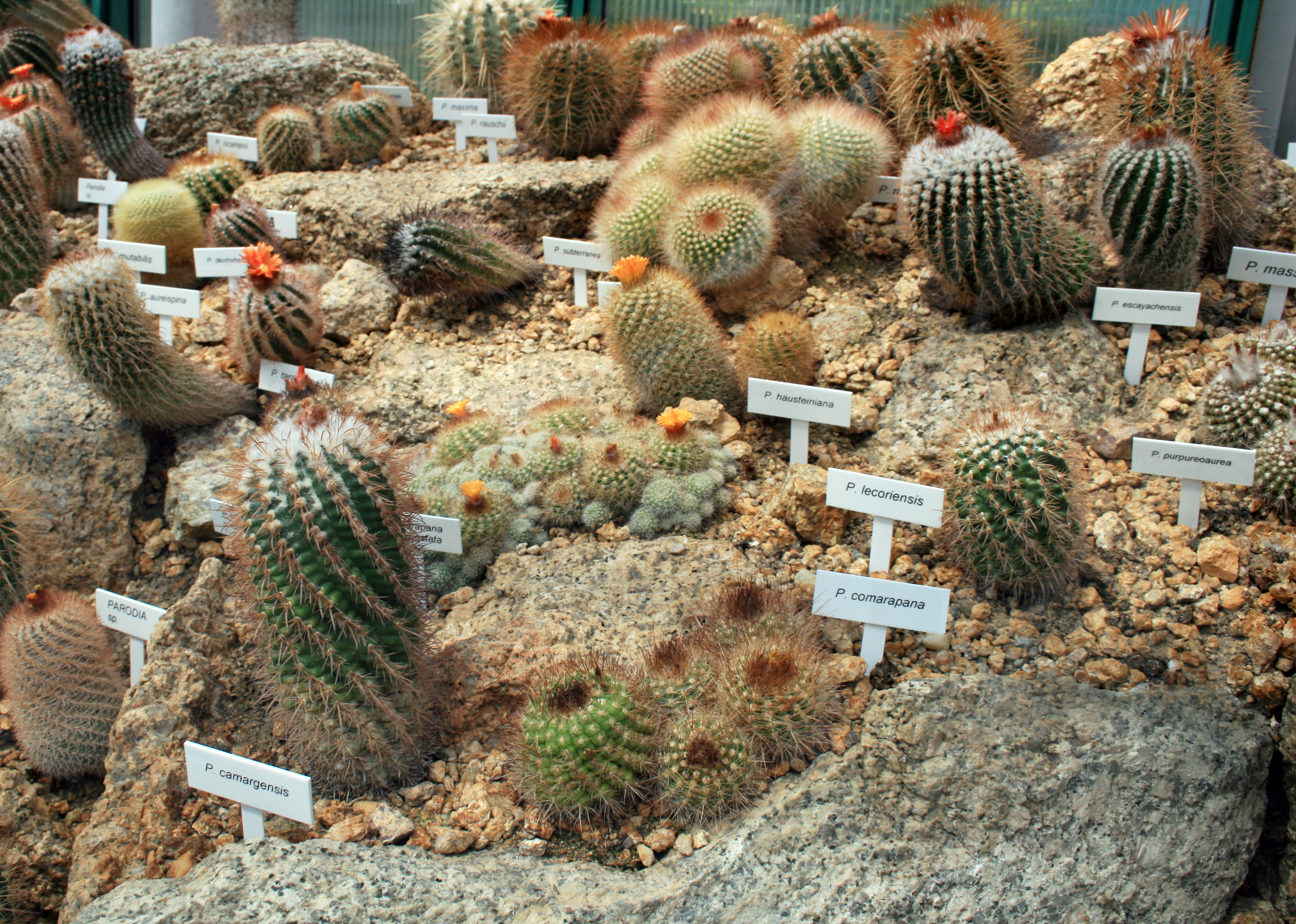
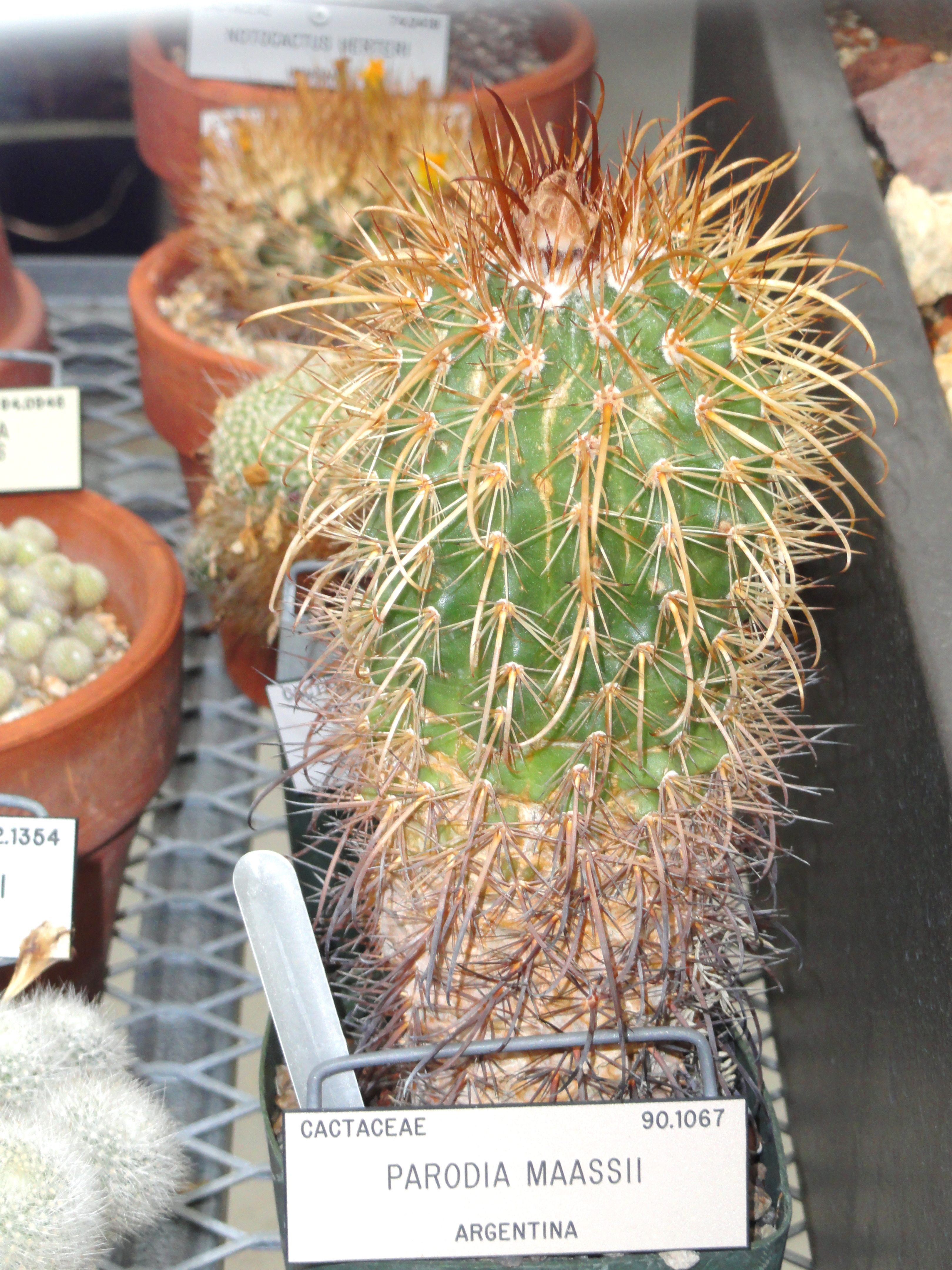
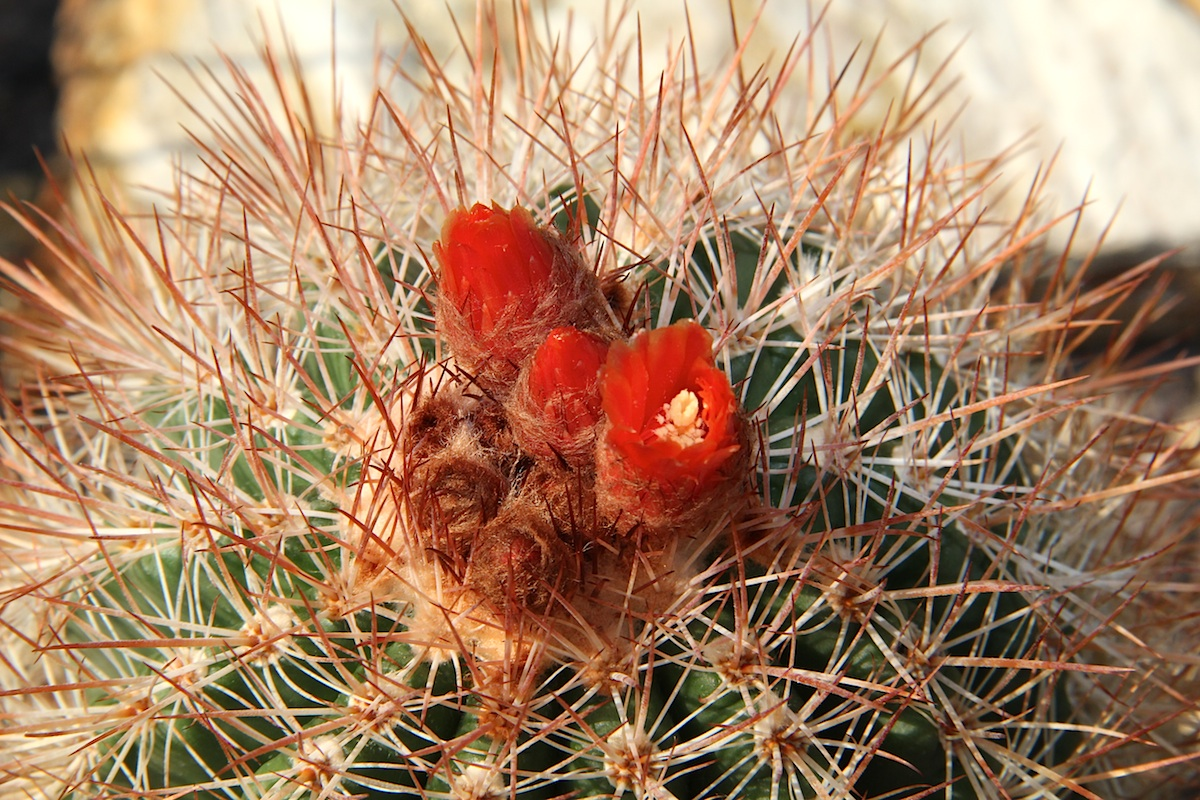